# 月華知青窯洞群
月華知青窯洞群位於四川省涼山州西昌市，文物年代判定為1966年。2012年7月16日公佈為四川省文物保護單位。月華知青窯洞群處位於四川省涼山彝族自治州西昌市月華鄉新華村七組，安寧河東岸三級臺地邊緣，羊虎山腳下。該窯洞群始建於1966年初，由省農場知青所建，共修建窯洞42孔，現存14孔。1968年，知青農場停辦，窯洞被廢棄。該窯洞生動再現了廣大知青艱苦創業和自強不息的精神風貌，同時也為我們研究那段歷史提供了重要的實物依據。保護好月華知青窯洞群，對於追憶那段悲滄和令人難忘的歷史，並使知青精神薪火相傳等方面具有重要意義。。